# Spoorlijn Chivasso-Ivrea-Aosta

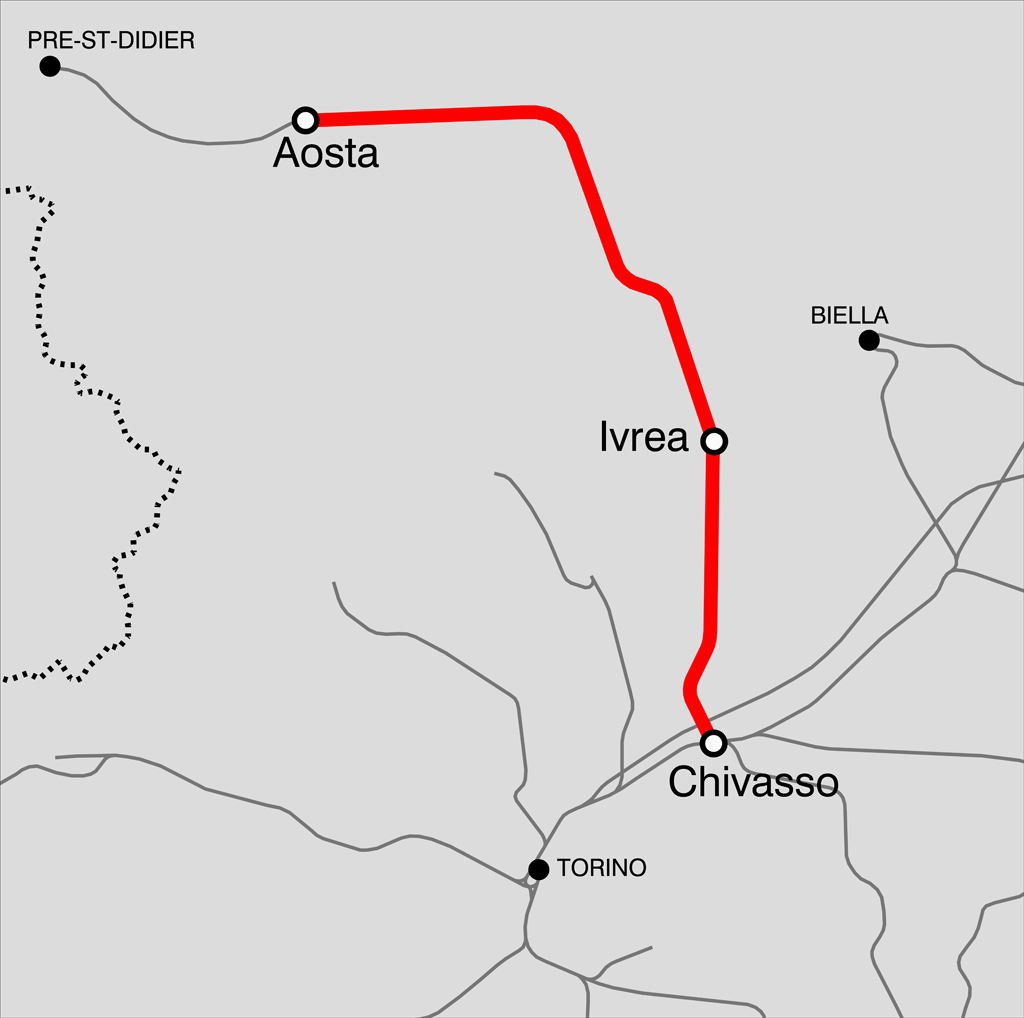

De spoorlijn Chivasso-Ivrea-Aosta is in Italië de in 1886 geopende spoorlijn die van de stad Chivasso in Piëmont naar de stad Aosta in het Aostadal loopt.
- station Chivasso
- station Montanaro
- station Rodallo
- station Caluso
- station Candia Canavese
- station Mercenasco
- station Strambino
- station Ivrea
- station Montalto Dora
- station Borgofranco
- station Settimo-Tavagnasco
- station Quincinetto
  - grens Piëmont - Aostadal
- station Pont-Saint-Martin
- station Donnas
- station Hône-Bard
- station Verrès
- station Châtillon-Saint-Vincent
- station Nus
- station Aosta-Aoste

Naar spoorlijn Aosta - Pré-Saint-Didier